# Diwali Riddim
Diwali ist ein erfolgreicher Dancehall-Riddim, der 2002 von Steven 'Lenky' Marsden für das jamaikanische Label 40/40 Productions produziert wurde. Benannt wurde er nach dem hinduistischen Lichterfest Diwali.
Der Riddim wurde durch die Hits Get Busy von Sean Paul, Never Leave You (Uh Oooh, Uh Oooh) der US-Rapperin Lumidee und No Letting Go von Wayne Wonder bekannt. Das Greensleeves Rhythm Album # 27 enthält 20 weitere Einspielungen jamaikanischer Künstler wie Bounty Killer, Elephant Man und Anthony B. 
Der Riddim ist bei 100 bpm treibend und hypnotisch, was durch indisch anmutendes Klatschen (Clapping) in einem komplexen Rhythmusmuster bewirkt wird. Der Riddim wurde vom Produzenten Lenky teilweise für einzelne Künstler mit Hilfe von Synthesizer-Melodien angepasst (zum Beispiel bei Wayne Wonder, Sean Paul und Wayne Marshall). Meist besteht der Diwali-Riddim jedoch nur aus dem Groove einer Rhythmus-Sektion. Aus diesem Grund ist der Riddim kompatibel zu vielen Songs und wird deshalb auch außerhalb des Dancehalls gerne für Remixes verwendet. Erfolgreich war die Diwali-Version von Dance with You des Bhangra-Sängers Rishi Rich mit Jay Sean und Juggy.
Im Fahrwasser des Diwali-Erfolges erschienen in der Folgezeit weitere Riddims mit Clapping-Elementen, am bekanntesten wurde der danach benannte Clappas-Riddim. Der Riddim hatte des Weiteren hörbaren Einfluss auf das Lied Hey Mama von den Black Eyed Peas (derselbe Grundrhythmus der Kickdrum sowie der Gebrauch von Claps).